# جاكوب قاولد
جاكوب قاولد (بالإنجليزية: Jacob Gould)‏ هو سياسي أمريكي، ولد في 10 فبراير 1794 في الولايات المتحدة، وتوفي في 18 نوفمبر 1836 في روتشستر في الولايات المتحدة. حزبياً، نشط في الحزب الديمقراطي.